# Centro Universitario Franco Mexicano de Monterrey
El Centro Universitario Franco Mexicano de Monterrey, A.C. (también CUM o CUFM) es una institución educativa marista de raíces francesas que ofrece estudios tanto en nivel secundaria como bachillerato. Se encuentra ubicado en una de las principales arterias de la ciudad de Monterrey, en el estado de Nuevo León, México. Fue fundada en 1954 por la orden de los Hermanos Maristas pero abre sus puertas oficialmente a los alumnos un 7 de enero de 1958. En la actualidad, el  CUFM  cuenta con un alto reconocimiento entre las secundarias de la ciudad, así como valorada por su empeño en ofrecer una educación basada en los valores, respeto y disciplina además de vanguardia académica, deportiva y tecnológica. El CUFM forma parte de los colegios hermanos conocidos como Colegios Franco Mexicano, junto con el Colegio Franco Mexicano en el centro de Monterrey, el Instituto Franco Mexicano en la Colonia del Valle y la Escuela Franco Guadalupe, en Guadalupe.

## Historia
El Centro Universitario Franco Mexicano de Monterrey es una institución educativa marista fundada el 7 de enero de 1958 en la ciudad de Monterrey en la que se imparte el nivel secundaria, y desde 2012, el nivel de bachillerato (Prepa CUM).
Al llegar las primeras promociones de alumnos del Instituto Franco Mexicano para iniciar su secundaria en el Colegio Franco Mexicano, los hermanos de este plantel se dieron cuenta de que pronto debían reubicar alumnos por falta de local. Al poner al corriente de este problema a los hermanos Leoncio V. Lorenzo y Salvador Méndez Arceo, de visita en Monterrey los primeros días de enero de 1954, dichos superiores, sabedores de la generosidad de los regiomontanos, les aconsejaron que motivaran a los padres de familia y exalumnos del colegio para que cooperasen en la construcción de un edificio escolar amplio y funcional en donde pudieran ser atendidos los alumnos de la secundaria y de la preparatoria, y hasta los de las recientes facultades universitarias.
La idea del nuevo colegio surgió rápidamente a lo largo del año mariano de 1954, de tal forma que el día 15 de diciembre quedó establecido el Patronato Pro-Construcción, cuyo presidente fue don Nicolás Rodríguez. La directiva estuvo formada por otras destacadas personalidades: licenciado Ricardo Margáin Zozaya, presidente; Eugenio Clariond, vicepresidente; Raúl Frías Muguerza, secretario y contador público Ernesto Ortiz Quevedo, tesorero.
</section>
<section>

## La Prepa CUM
La Prepa CUM fue inaugurada en 2012 bajo la gestión del director Jesús García Razcón, quien fungiese el cargo al mando del bachillerato hasta el 2014. A partir de este año, Hilda Jannet López Prado, entonces docente de lengua española y educación artística, se convierte en la primera coordinadora de la Prepa CUM del Centro Universitario Franco Mexicano de Monterrey. Actualmente la gestión como director de la preparatoria es por parte de Bruno González

El programa de estudios cuenta con una amplia gama curricular impartida en 6 semestres en modalidades general y bilingüe. Como parte del legado francés de su fundador, Marcelino Champagnat, la Prepa CUM ofrece Francés como segunda lengua durante los 6 semestres de preparatoria de forma obligatoria. Hasta el día de hoy, la Prepa CUM no ofrece cursos de aprendizaje a distancia, aunque sí provee al alumnado, como parte de su oferta educativa, diversos sistemas tecnológicos de vanguardia como WeBWorK y OpenEdx.

La Prepa CUFM se encuentra incorporada a la Universidad de Nuevo León en el Nivel Medio Superior.

La Prepa CUFM fue la primera preparatoria en la ciudad de Monterrey en implementar WeBWorK, un sistema que ha probado incrementar el aprendizaje significativo de las matemáticas en el 60% de los alumnos que la utilizan. WeBWorK fue auspiciado por la Mathematics Association of America en 2017. En 2018, el CUFM de Monterrey se convirtió en la primera preparatoria en alojar el sistema en servidores privados para uso gratuito de todos sus alumnos en nivel preparatoria.
 Directores 
- Zenaida Tamez Reyes (2018 - 
)
- Jesús García Razcón (2013 - 2018
)
- Raúl Fernando Lara Castro (2006 - 2013)
- José Gerardo García Orozco (1999 - 2005)
- Alfredo Moreno (1994-1999)
- Alejandro González (1991-1994)

## Lema
El lema de la institución dice: "Construyendo juntos como Champagnat soñó."
- Datos: Q5491755